# Xiphodontidae
Xiphodontidae (лат.) — вымершее семейство из подотряда мозоленогих отряда Парнокопытные, эндемичное для эоценовой Европы (40,4—33,9 млн лет назад), существовавшее около 7,5 миллионов лет. Они были, скорее всего, наземными травоядными. Предполагается, что род Paraxiphodon просуществовал до нижнего олигоцена.

## Таксономия
Семейство было описано Флауэром (1883). Коп отнёс его к парнокопытным в 1889 году: к Xiphodontoidea по Hooker (1986) и к мозоленогим по Кэрроллу (1988).
Известны находки ископаемых из Франции (38), Испании (8), Швейцарии (6) и Великобритании (10)

### Роды
- † Dichodon Owen
- † Haplomeryx Schlosser, 1886
- † Leptotheridium Stehlin, 1910
- † Paraxiphodon Sudre, 1978
- † Xiphodon Cuvier, 1822